# Baptotropa
Baptotropa is een geslacht van vlinders van de familie snuitmotten (Pyralidae), uit de onderfamilie Phycitinae.

## Soorten
- B. pallidior Joannis, 1930
- B. tricolorella Hampson, 1899